# Aulacodes hemithermalis
Aulacodes hemithermalis là một loài bướm đêm trong họ Crambidae.